# Cory Biggerstaff
Cory Biggerstaff (* um 1980) ist ein US-amerikanischer Jazzmusiker (Kontrabass).

## Leben und Wirken
Biggerstaff erhielt einen Bachelor-Abschluss in Musikpädagogik an der University of Nebraska in Lincoln. Nachdem er ein Jahr lang an den Public Schools in Lincoln unterrichtet hatte, zog er nach Chicago, um sein Studium an der DePaul University fortzusetzen, wo er 2004 den Master-Abschluss in Jazz Performance erwarb. Er studierte u. a. bei dem Bassisten Kelly Sill, dem Pianisten Larry Novak und dem Gitarristen Bob Palmeri. Erste Aufnahmen entstanden zwischen 2004 und 2007 mit dem DePaul University Jazz Ensemble und den Gastsolisten Phil Woods und Jim McNeely. Seitdem arbeitete Biggerstaff im Raum Chicago mit Musikern wie Rob Denty,  Ari Seder, Jeannie Tanner, AJ Kluth, Keri Johnsrud, Matt Shevitz, Jimmy Bennington und Paul Hartsaw. Im Bereich des Jazz war er laut Tom Lord zwischen 2004 und 2018 an elf Aufnahmesessions beteiligt. Er unterrichtet privat an der Laughlin School und ist Basslehrer am Harold Washington College.

## Diskographische Hinweise
- Jimmy Bennington Colour and Sound: Gallery Cabaret (2006, ed. 2022, mit Jim Baker, Cory Biggerstaff, Paul Hartsaw)
- Paul Hartsaw Quintet: Circuitses (2010), mit Ryan Shultz, Jim Baker, Damon Short